# Наплат
Наплатът е дървена част от колело, използвано в каруци, волски коли, както и в дървените колела на първите велосипеди, автомобили, оръдия или други транспортни средства, строени предимно през ХІХ век.
Представляват дървени сегменти от окръжност, обхващани от метална шина и предаващи товара си чрез спиците към дървена или метална главина. Това наименование е използвано и за дървени сегменти, монтирани върху метални шайби с по-малък диаметър за увеличаване на диаметъра им в стари машини и съоръжения, където за задвижване са използвани ремъци.

## Конструкция
Дъгите на наплатите се изработват от здраво дърво – дъб или бук. След сглобяване на цялата дървена част на колелото и след измерване на обиколката по окръжността му шината се прави от майстори железари с такава обиколка. Последната се загрява, за да увеличи размера си, и нагорещена се поставя върху дървеното колело. Сглобката трябва да е стегната и да няма луфтове. Независимо от това шината и наплатите се стягат и с болтове, за да се осигури максимална здравина на колелото.
Спиците се правят от акациево дърво (наричано лиляк в Северозападна България). Главината също се прави от здраво дърво и за да не се износва от триенето с оста, в нея се набива метална втулка, наречена „пурия“, в която лагерува оста на колата, намазана с масло, грес, или най-вече катран.